# Johnny Hoogerland
Johnny Hoogerland, né le 13 mai 1983 à Yerseke, est un coureur cycliste néerlandais.

## Biographie

### Jeunesse et carrière amateur
En 2001, Johnny Hoogerland court au sein de l'équipe Rabobank  en catégorie junior. Il remporte le Tour des Flandres de cette catégorie. Il termine l'année à la huitième place du Challenge mondial juniors de l'UCI, en prenant notamment la troisième place du GP Général Patton et la quatrième place des Deux jours du Heuvelland. Au mois de septembre, il est renvoyé de l'équipe Rabobank en raison d'un contrôle antidopage révélant un ratio testostérone/épitestostérone trop élevé. Une expertise réalisée au laboratoire de Cologne conclut cependant à une production naturelle de son corps et non à un apport exogène.
En 2003, Johnny Hoogerland est membre de l'équipe Domo-Farm Frites, réserve de l'équipe de première division. En 2003, il court chez Quick Step-Davitamon-Latexco, équipe de troisième division (GSIII) et réserve de l'équipe de première division Quick Step. Il est troisième du Paris-Tours espoirs en 2003.
Johnny Hoogerland intègre en 2004 dans l'équipe néerlandaise de troisième division Van Hemert-Eurogifts, qui devient l'équipe continentale Eurogifts.com l'année suivante. Avec cette équipe, il gagne une étape du Ruban granitier breton en 2004, puis en 2005 se classe deuxième du Paris-Roubaix espoirs et du Grand Prix Joseph Bruyère, et troisième de Halle-Ingooigem et du championnat des Pays-Bas espoirs.
En 2006, il court pour l'équipe continentale belge Jartazi-7Mobile. En 2007, il rejoint l'équipe néerlandaise Van Vliet-EBH. Il remporte cette année-là onze critériums et une étape du Tour de Slovaquie. En 2008, il gagne 17 courses, dont le Tour du Limbourg et la course de kermesse de Wanzele, qu'il considère comme sa principale victoire jusqu'alors. Il se classe également troisième de la Druivenkoers Overijse, du Ringerike GP et de l'Olympia's Tour durant cette saison.

### Carrière professionnelle

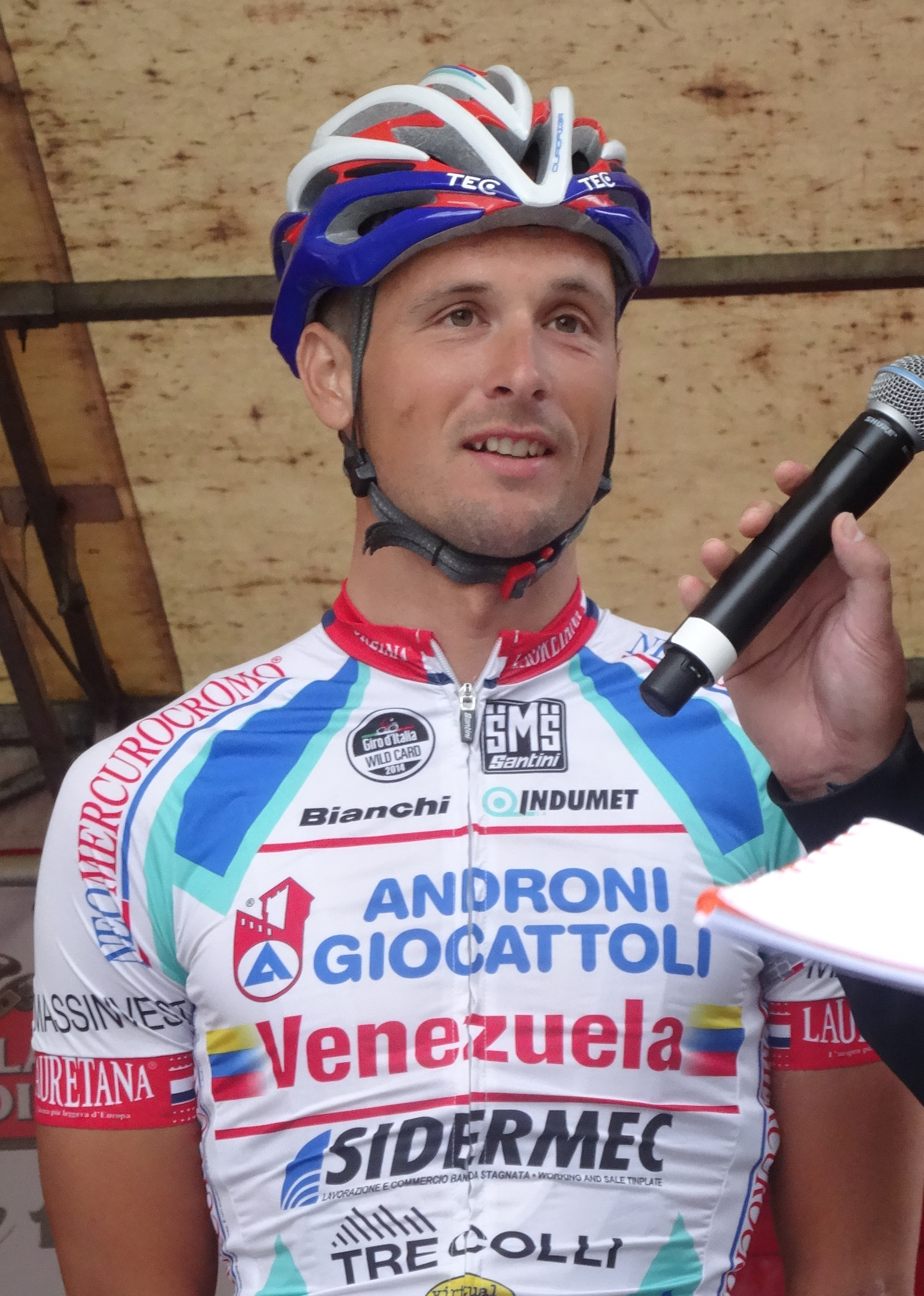
Johnny Hoogerland lors du Grand Prix Jef Scherens 2014.

Johnny Hoogerland est recruté en 2009 par l'équipe continentale professionnelle néerlandaise Vacansoleil. Vainqueur des Trois Jours de Flandre-Occidentale au mois de mars, il termine douzième du Tour des Flandres le mois suivant. En fin d'été, il participe au Tour d'Espagne, son premier grand tour, qu'il termine à la douzième place. Il est sélectionné pour la première fois en équipe des Pays-Bas pour le championnat du monde de cyclisme sur route, durant lequel il s'échappe en compagnie d'Alexandre Vinokourov. Il termine l'année en prenant la cinquième place du Tour de Lombardie. Les résultats obtenus durant cette saison convainquent les dirigeants de Vacansoleil de prolonger son contrat de deux saisons.
Il commence sa saison 2010 en prenant la deuxième place du Grand Prix d'ouverture La Marseillaise, la première manche de la Coupe de France 2010. Il enchaîne par une troisième place lors du Tour méditerranéen. Il remporte en septembre le classement de la montagne du Tour de Grande-Bretagne 2010.
En février 2011, il prend la troisième place du classement général de l'Étoile de Bessèges. En juillet, il participe pour la première fois au Tour de France, avec pour objectif d'y remporter une étape. Il revêt le maillot à pois au terme de la 6e étape avant de le perdre deux jours plus tard. Lors de la 9e étape, dans le département du Cantal, il est heurté, ainsi que Juan Antonio Flecha, par une voiture siglée France Télévisions,. Il est violemment propulsé contre les fils barbelés d'un champ. En novembre 2014, il reçoit des compensations financières pour cet accident de la part de la compagnie d'assurance de France Télévisions. Il termine attardé à seize minutes du vainqueur Luis León Sánchez mais reprend le maillot à pois et remporte le prix de la combativité avec Juan Antonio Flecha. Il reçoit trente-trois points de suture après avoir terminé sa chute dans des fils de fer barbelé. Il garde cette fois le maillot à pois pendant trois jours, puis le cède à Samuel Sánchez à l'issue de la première étape pyrénéenne.

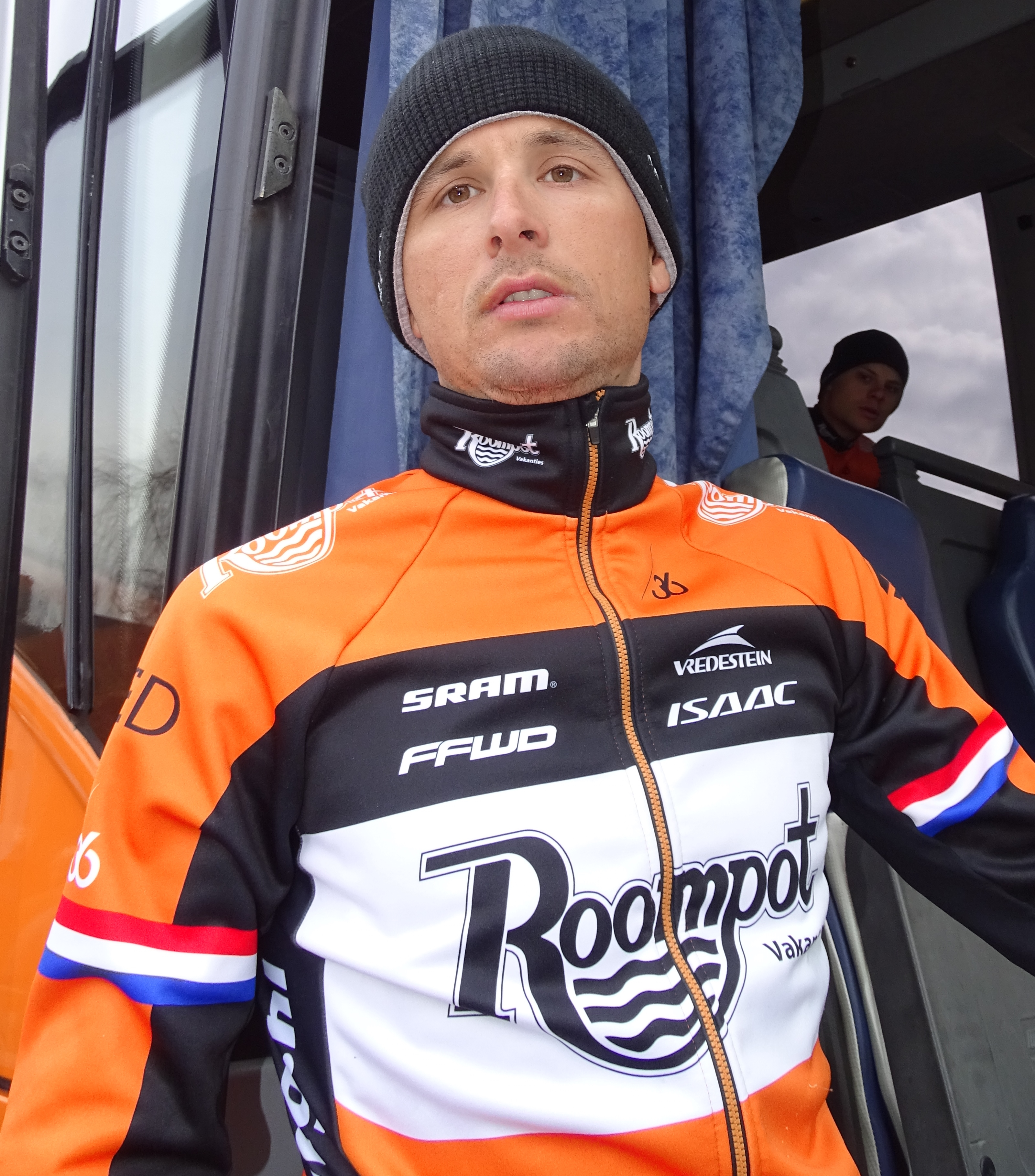
Johnny Hoogerland lors du Grand Prix E3 2015.

En février 2013, Hoogerland est renversé par une voiture durant un entraînement en Espagne. Transporté en soins intensifs, il souffre de fractures à la colonne vertébrale ainsi qu'à cinq côtes et a également des lésions au foie. Hoogerland revient en compétition à la fin du mois d'avril à l'occasion du Tour de Romandie. Deux mois plus tard, il gagne le Championnat des Pays-Bas sur route en solitaire.
En 2014, il s'engage avec l'équipe Androni Giocattoli-Venezuela sans réaliser de bons résultats : son meilleur classement étant une huitième place sur la Classique d'Ordizia. Début 2015, il déplore sur Twitter que son salaire du mois de décembre ne lui a pas été versé en intégralité. Son ancien employeur décide de le poursuive pour diffamation. 
Il rejoint en 2015 l'équipe Roompot, la nouvelle équipe continentale professionnelle néerlandaise, qui prend le nom de Roompot Oranje Peloton au cours du mois de mars. Il décide de mettre fin à sa carrière professionnelle au deuxième semestre 2016.

## Palmarès et classements mondiaux

### Palmarès
| - 2000 - 3e du Trophée des Flandres - 2001 - Tour des Flandres juniors - 3e étape du Tour de Haute-Autriche juniors - 3e du Grand Prix Général Patton - 2003 - 3e de Bruxelles-Zepperen - 3e de Paris-Tours espoirs - 2004 - 2e étape du Ruban granitier breton - 2005 - 2e du Paris-Roubaix espoirs - 2e du Grand Prix Joseph Bruyère - 3e de Halle-Ingooigem - 3e du championnat des Pays-Bas sur route espoirs - 2006 - Grand Prix Briek Schotte - 2007 - 2e étape du Tour de Slovaquie - 2e de la Course des raisins - 2e du Grand Prix Briek Schotte - 2008 - 3e étape du Clásico Ciclístico Banfoandes - Tour du Limbourg - 3e de l'Olympia's Tour - 3e du Ringerike GP - 3e de la Course des raisins | - 2009 - Trois Jours de Flandre-Occidentale : - Classement général - 1re étape - 5e du Tour de Lombardie - 2010 - 2e du Grand Prix d'ouverture La Marseillaise - 3e du Tour méditerranéen - 2011 - 3e de l'Étoile de Bessèges - 2012 - 3e de la Course des raisins - 5e de Tirreno-Adriatico - 2013 - Champion des Pays-Bas sur route |  |

### Résultats sur les grands tours

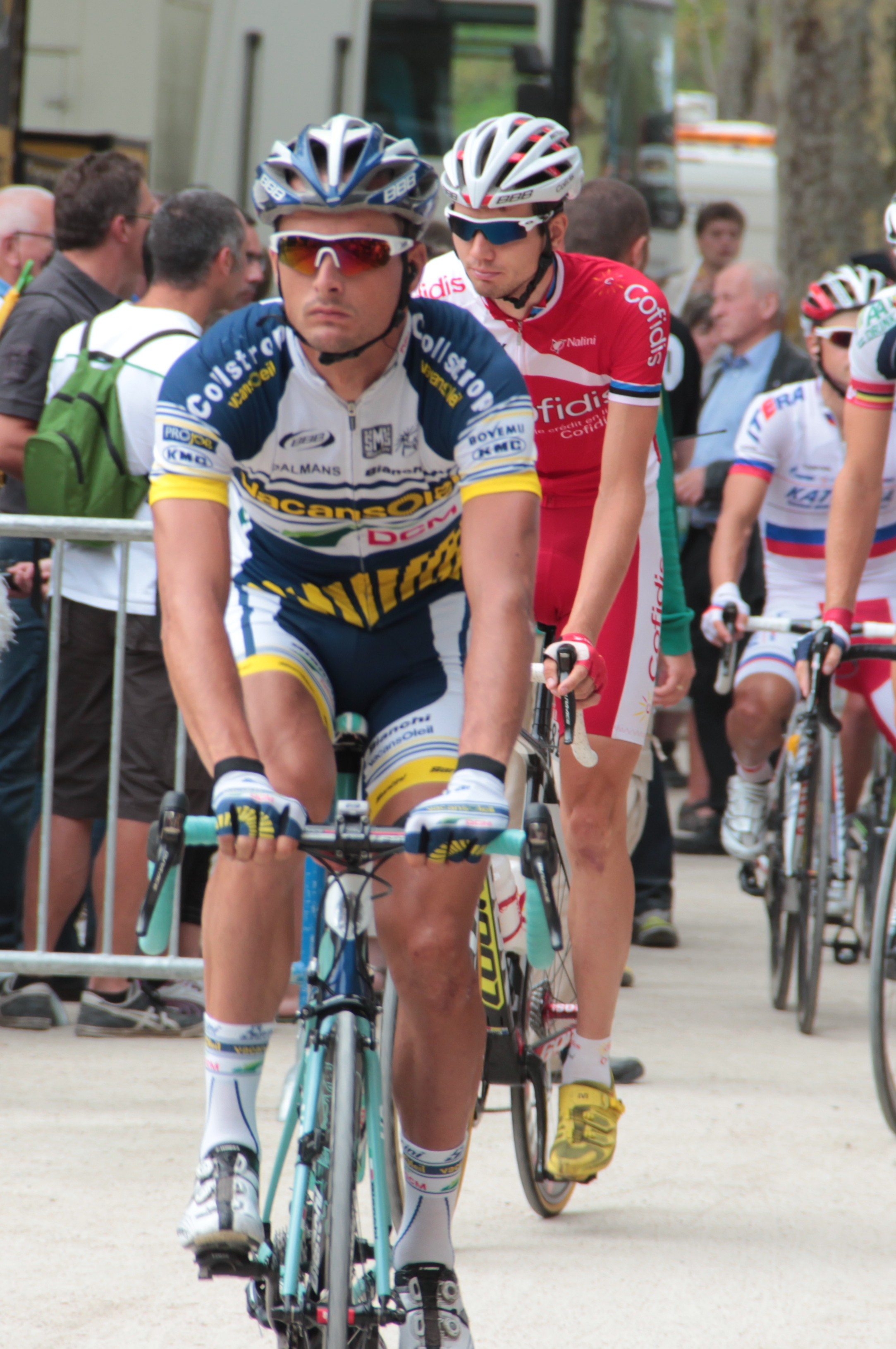
Hoogerland sur le Tour de France 2012.

#### Tour de France
3 participations
- 2011 : 74e
- 2012 : 57e
- 2013 : 101e

#### Tour d'Italie
2 participations
- 2011 : 58e
- 2014 : 105e

#### Tour d'Espagne
2 participations
- 2009 : 12e
- 2013 : abandon (19e étape)

### Classements mondiaux
| Année                  | 2005 | 2006  | 2007 | 2008 | 2009 | 2010 | 2011 | 2012 | 2013 | 2014 |
| ---------------------- | ---- | ----- | ---- | ---- | ---- | ---- | ---- | ---- | ---- | ---- |
| Calendrier mondial UCI |      |       |      |      | 67e  |      |      |      |      |      |
| UCI World Tour         |      |       |      |      |      |      |      | 82e  |      |      |
| UCI America Tour       |      |       |      |      | 164e |      |      |      |      |      |
| UCI Asia Tour          |      |       |      | 167e |      |      |      |      |      |      |
| UCI Europe Tour        | 191e | 1093e | 264e | 81e  | 43e  | 73e  |      |      |      | 835e |